# Lijst van voorzitters van de Senaat (België)
Dit is een lijst van voorzitters van de Belgische Senaat.

## Lijst
| Nr.  | Voorzitter           | Voorzitter                              | Partij                        | Partij            | Begin                     | Einde               | Kiesomschrijving                | Zittingsperiode(s)                                                              |
| ---- | -------------------- | --------------------------------------- | ----------------------------- | ----------------- | ------------------------- | ------------------- | ------------------------------- | ------------------------------------------------------------------------------- |
| 1    |                      | Goswin de Stassart (1780-1854)          |                               | Liberalen         | 13 september 1831         | 14 juni 1838        | Namen                           | 1831-1835 1835-1839                                                             |
| 2    |                      | Pierre de Schiervel (1783-1866)         |                               | Katholieken       | 13 november 1838          | 27 mei 1848         | Roermond                        | 1835-1839                                                                       |
| 2    | Hasselt              | Pierre de Schiervel (1783-1866)         | 1839-1843 1843-1847 1847-1848 | Katholieken       | 13 november 1838          | 27 mei 1848         |                                 |                                                                                 |
| 3    |                      | Augustin Dumon-Dumortier (1791-1852)    |                               | Liberale Partij   | 27 juni 1848              | 28 januari 1852     | Doornik                         | 1848-1851 1851-1855                                                             |
| 4    |                      | Eugène de Ligne (1804-1880)             |                               | Liberale Partij   | 25 maart 1852             | 18 juli 1879        | Aat                             | 1851-1855 1855-1859 1859-1863 1863-1867 1867-1870 1870-1874 1874-1878 1878-1882 |
| 5    |                      | Camille de Tornaco (1807-1888)          |                               | Liberale Partij   | 11 november 1879          | 8 maart 1880        | Hoei                            | 1878-1882                                                                       |
| 6    |                      | Edmond de Selys Longchamps (1813-1900)  |                               | Liberale Partij   | 3 augustus 1880           | 28 mei 1884         | Borgworm                        | 1878-1882 1882-1884                                                             |
| 7    |                      | Jules Joseph d'Anethan (1803-1888)      |                               | Katholieke Partij | 23 juli 1884              | 19 augustus 1885    | Tielt                           | 1884-1888                                                                       |
| 8    |                      | Charles de Merode (1824-1892)           |                               | Katholieke Partij | 10 november 1885          | 6 april 1892 †      | Turnhout                        | 1884-1888 1888-1892                                                             |
| 9    |                      | Henri t'Kint de Roodenbeke (1817-1900)  |                               | Katholieke Partij | 26 april 1892             | 10 november 1899    | Eeklo                           | 1888-1892 1892-1894 1894-1898 1898-1900                                         |
| 10   |                      | Joseph d'Ursel (1848-1903)              |                               | Katholieke Partij | 14 november 1899          | 15 november 1903 †  | Mechelen                        | 1898-1900 1900-1904                                                             |
| 11   |                      | Henri de Merode (1856-1908)             |                               | Katholieke Partij | 2 december 1903           | 13 juli 1908 †      | Mechelen-Turnhout               | 1900-1904 1904-1908 1908-1912                                                   |
| 12   |                      | Alfred Simonis (1842-1931)              |                               | Katholieke Partij | 28 augustus 1908          | 5 augustus 1911     | Verviers                        | 1908-1912                                                                       |
| 13   |                      | Paul de Favereau (1856-1922)            |                               | Katholieke Partij | 14 november 1911          | 26 september 1922 † | Luxemburg (provinciaal senator) | 1908-1912 1912-1919 1919-1921 1921-1925                                         |
| 14   |                      | Arnold t'Kint de Roodenbeke (1853-1928) |                               | Katholieke Partij | 14 november 1922          | 10 augustus 1928 †  | Gent-Eeklo                      | 1921-1925 1925-1929                                                             |
| 15   |                      | Charles Magnette (1863-1937)            |                               | Liberale Partij   | 13 november 1928          | 28 oktober 1932     | Luik                            | 1925-1929 1929-1932                                                             |
| 16   |                      | Émile Digneffe (1858-1937)              |                               | Liberale Partij   | 27 december 1932          | 11 augustus 1934    | Luik                            | 1932-1936                                                                       |
| 17   |                      | Maurice August Lippens (1875-1956)      |                               | Liberale Partij   | 13 november 1934          | 13 april 1936       | Gent-Eeklo                      | 1932-1936                                                                       |
| 18   |                      | Romain Moyersoen (1870-1967)            |                               | Katholieke Unie   | 1 juli 1936               | 6 maart 1939        | n.v.t. (gecoöpteerd)            | 1936-1939                                                                       |
| 19   |                      | Robert Gillon (1884-1972)               |                               | Liberale Partij   | 26 april 1939             | 8 november 1947     | n.v.t. (gecoöpteerd)            | 1939-1946 1946-1949                                                             |
| 20   |                      | Henri Rolin (1891-1973)                 |                               | BSP               | 11 november 1947          | 6 november 1949     | n.v.t. (gecoöpteerd)            | 1946-1949 1949-1950                                                             |
| (19) |                      | Robert Gillon (1884-1972)               |                               | Liberale Partij   | 8 november 1949           | 30 april 1950       | Kortrijk-Ieper                  | 1949-1950                                                                       |
| 21   |                      | Paul Struye (1896-1974)                 |                               | CVP/PSC           | 27 juni 1950              | 12 maart 1954       | Brussel                         | 1950-1954                                                                       |
| (19) |                      | Robert Gillon (1884-1972)               |                               | Liberale Partij   | 5 mei 1954                | 29 april 1958       | Kortrijk-Ieper                  | 1954-1958                                                                       |
| (21) |                      | Paul Struye (1896-1974)                 |                               | CVP/PSC           | 24 juni 1958              | 5 oktober 1973      | Brussel                         | 1958-1961 1961-1965 1965-1968 1968-1971 1971-1974                               |
| 22   |                      | Pierre Harmel (1911-2009)               |                               | PSC               | 19 oktober 1973           | 9 maart 1977        | n.v.t. (gecoöpteerd)            | 1971-1974 1974-1977                                                             |
| 23   |                      | Robert Vandekerckhove (1917-1980)       |                               | CVP               | 7 juni 1977               | 23 februari 1980 †  | n.v.t. (gecoöpteerd)            | 1977-1978 1978-1981                                                             |
| 24   |                      | Ward Leemans (1926-1998)                |                               | CVP               | 5 maart 1980              | 8 november 1987     | Leuven                          | 1978-1981                                                                       |
| 24   | n.v.t. (gecoöpteerd) | Ward Leemans (1926-1998)                | 1981-1985 1985-1987           | CVP               | 5 maart 1980              | 8 november 1987     |                                 |                                                                                 |
| 25   |                      | Roger Lallemand (1932 -2016)            |                               | PS                | 10 maart 1988             | 10 mei 1988         | Brussel                         | 1988-1991                                                                       |
| 26   |                      | Lambert Kelchtermans (1929-2021)        |                               | CVP               | 16 mei 1988               | 10 oktober 1988     | Hasselt-Tongeren-Maaseik        | 1988-1991                                                                       |
| 27   |                      | Frank Swaelen (1930-2007)               |                               | CVP               | 11 oktober 1988           | 5 mei 1999          | Antwerpen                       | 1988-1991 1991-1995 1995-1999                                                   |
| 28   |                      | Armand De Decker (1948-2019)            |                               | PRL-FDF-MCC/MR    | 14 juni 1999              | 20 juli 2004        | Frans kiescollege               | 1999-2003 2003-2007                                                             |
| 29   |                      | Anne-Marie Lizin (1949-2015)            |                               | PS                | 20 juli 2004              | 12 juli 2007        | Frans kiescollege               | 2003-2007                                                                       |
| (28) |                      | Armand De Decker (1948-2019)            |                               | MR                | 12 juli 2007              | 20 juli 2010        | Frans kiescollege               | 2007-2010                                                                       |
| 30   |                      | Danny Pieters (1956)                    |                               | N-VA              | 20 juli 2010              | 11 oktober 2011     | Nederlands kiescollege          | 2010-2014                                                                       |
| 31   |                      | Sabine de Bethune (1958)                |                               | CD&V              | 11 oktober 2011           | 28 april 2014       | Nederlands kiescollege          | 2010-2014                                                                       |
| 31   | 17 juli 2014         | Sabine de Bethune (1958)                | 14 oktober 2014               | CD&V              | n.v.t. (deelstaatsenator) | 2014-2019           |                                 |                                                                                 |
| 32   |                      | Christine Defraigne (1962)              |                               | MR                | 14 oktober 2014           | 2014-2019           | 3 december 2018                 | n.v.t. (deelstaatsenator)                                                       |
| 33   |                      | Jacques Brotchi (1942)                  |                               | MR                | 14 december 2018          | 2014-2019           | 23 mei 2019                     | n.v.t. (deelstaatsenator)                                                       |
| 34   |                      | Sabine Laruelle (1965)                  |                               | MR                | 18 juli 2019              | 13 oktober 2020     | n.v.t. (deelstaatsenator)       | 2019-2024                                                                       |
| 35   |                      | Stephanie D'Hose (1981)                 |                               | Open Vld          | 13 oktober 2020           | 18 mei 2024         | n.v.t. (deelstaatsenator)       | 2019-2024                                                                       |
| 37   |                      | Valérie De Bue (1966)                   |                               | MR                | 25 juli 2024              | 21 februari 2025    | n.v.t. (deelstaatsenator)       | 2024-2029                                                                       |
| 38   |                      | Vincent Blondel (1965)                  |                               | Les Engagés       | 21 februari 2025          | heden               | n.v.t. (deelstaatsenator)       | 2024-2029                                                                       |